# ラクシャ・セン
ラクシャ・セン（英語: Lakshya Sen、ヒンディー語: लक्ष्य सेन、2001年8月16日 - ）は、インド・ウッタラーカンド州アルモーラー出身の男子バドミントン選手。

## 経歴
2018年のアジアユースU19バドミントン選手権大会では男子シングルスで金メダルを獲得した。
2021年12月には世界バドミントン選手権大会にノーシードとして出場した。2回戦では第15シードの西本拳太を倒すなどし、準決勝で同胞のスリカンス・キダンビに敗れたが、銅メダルを獲得した。
2022年の全英オープンでは準優勝した。2022年には国別対抗戦のトマス杯でも優勝した。